# Przestrzeń Calabiego-Yau

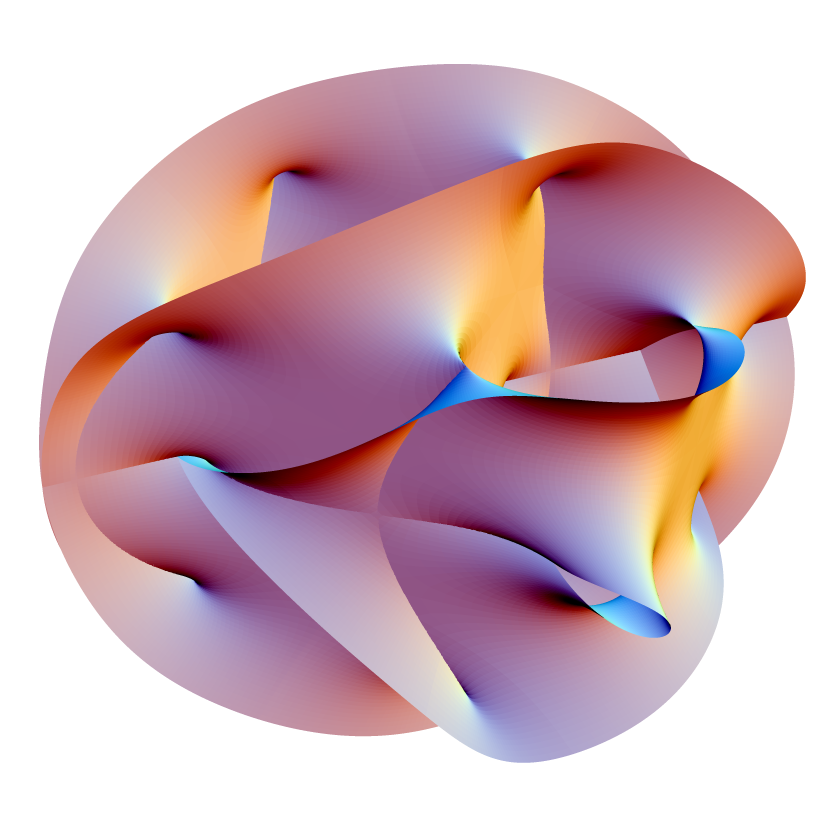
Przykład jednej z wielu możliwych przestrzeni Calabiego-Yau (dwuwymiarowy obraz przedstawia kształt sześciowymiarowy, co powoduje wprowadzenie znacznych zniekształceń, niemniej grafika oddaje ogólny wygląd przestrzeni Calabiego-Yau).

Przestrzenie (lub kształty) Calabiego-Yau są rodzajem rozmaitości topologicznej, która odgrywa rolę w niektórych działach matematyki (takich jak geometria algebraiczna) oraz w fizyce. Dla przykładu teoria strun przewiduje istnienie dodatkowych wymiarów czasoprzestrzennych "zwiniętych" do postaci sześciowymiarowej przestrzeni Calabiego-Yau o wielkości długości Plancka.
Nazwę nadano na cześć dwóch matematyków, Eugenio Calabiego z Uniwersytetu Pensylwanii i Shing-Tunga Yau z Uniwersytetu Harvarda, których badania w ogromnym stopniu przyczyniły się do zrozumienia tych przestrzeni.